# Dimítrios Golemis
Dimítrios P. Golemis (grec:Δημήτριος Γολέμης) (Lèucada, 15 de novembre de 1874 - 9 de gener de 1941) va ser un atleta grec que va participar en els Jocs Olímpics de 1896 a Atenes.
Golemis va prendre part a la prova dels 800 metres. Va acabar en segona posició de la ronda preliminar, cosa que li permeté el passi a la final. En ella finalitzà en la darrera posició de tots els atletes que prengueren la sortida, ja que el francès Albin Lermusiaux no ho va fer. La tercera posició de Golemis li comportà anys més tard la medalla de bronze, assignada pel Comitè Olímpic Internacional, ja que en aquells moments la tercera posició no rebia cap premi.
També va prendre part a la cursa dels 1500 metres, en què finalitzà en sisena posició, de vuit atletes participants, fent un temps que no ha arribat fins al dia d'avui.